# Match des Étoiles de la Ligue majeure de baseball 1993
Le match des Étoiles de la Ligue majeure de baseball 1993 (1993 MLB All-Star Game) est la 64e édition de cette opposition entre les meilleurs joueurs de la Ligue américaine et de la Ligue nationale, les deux composantes de la MLB.
Le match s'est tenu le 13 juillet 1993 au Oriole Park at Camden Yards, antre des Orioles de Baltimore.

## Home Run Derby
| Camden Yards, Baltimore -- A.L. 20, N.L. 12 | Camden Yards, Baltimore -- A.L. 20, N.L. 12 | Camden Yards, Baltimore -- A.L. 20, N.L. 12 |
| Joueur                                      | Équipe                                      | Home Runs                                   |
| American League                             | American League                             | American League                             |
| ------------------------------------------- | ------------------------------------------- | ------------------------------------------- |
| Juan González                               | Texas                                       | 7                                           |
| Ken Griffey Jr.                             | Seattle                                     | 7 *                                         |
| Cecil Fielder                               | Detroit                                     | 4                                           |
| Albert Belle                                | Cleveland                                   | 3                                           |
| National League                             |                                             |                                             |
| Barry Bonds                                 | San Francisco                               | 5                                           |
| Bobby Bonilla                               | New York                                    | 5                                           |
| David Justice                               | Atlanta                                     | 2                                           |
| Mike Piazza                                 | Los Angeles                                 | 0                                           |

* Défaite aux éliminatoires de Gonzalez